# Mecodina novoguineana
Mecodina novoguineana är en fjärilsart som beskrevs av George Thomas Bethune-Baker 1906. Mecodina novoguineana ingår i släktet Mecodina och familjen nattflyn. Inga underarter finns listade i Catalogue of Life.